# Idea takabanis
Idea takabanis är en fjärilsart som beskrevs av Shuhei Nomura 1931. Idea takabanis ingår i släktet Idea och familjen praktfjärilar. Inga underarter finns listade i Catalogue of Life.